# Аль-Ансар (организация)
Аль-Ансар (араб. الأنصار‎) — вооружённое крыло Иракской коммунистической партии, действовавшее с 1979 по 1988 гг. Штаб-квартиры располагались в Киркуке и Сулеймании, а основными базы — в Эрбиле, Дохуке и Ниневии. За девять лет вооружённой борьбы с режимом Саддама Хусейна Движение аль-Ансар потеряло 1.200 бойцов погибшими.
|  |  |  |